# Proix
Proix és un municipi francès situat al departament de l'Aisne i a la regió dels Alts de França. L'any 2007 tenia 144 habitants.

## Demografia

### Població
El 2007 la població de fet de Proix era de 144 persones. Hi havia 56 famílies de les quals 16 eren unipersonals (16 dones vivint soles i 16 dones vivint soles), 16 parelles sense fills, 20 parelles amb fills i 4 famílies monoparentals amb fills.
La població ha evolucionat segons el següent gràfic:
Habitants censats

### Habitatges
El 2007 hi havia 77 habitatges, 56 eren l'habitatge principal de la família, 15 eren segones residències i 6 estaven desocupats. Tots els 75 habitatges eren cases. Dels 56 habitatges principals, 47 estaven ocupats pels seus propietaris, 8 estaven llogats i ocupats pels llogaters i 1 estava cedit a títol gratuït; 5 tenien dues cambres, 14 en tenien tres, 11 en tenien quatre i 26 en tenien cinc o més. 36 habitatges disposaven pel capbaix d'una plaça de pàrquing. A 25 habitatges hi havia un automòbil i a 24 n'hi havia dos o més.

### Piràmide de població
La piràmide de població per edats i sexe el 2009 era:
| Homes | Edats   | Dones |
| ----- | ------- | ----- |
| 0     | 95 o +  | 0     |
| 0     | 90 a 94 | 0     |
| 0     | 85 a 89 | 0     |
| 0     | 80 a 84 | 0     |
| 4     | 75 a 79 | 4     |
| 0     | 70 a 74 | 12    |
| 8     | 65 a 69 | 0     |
| 0     | 60 a 64 | 4     |
| 4     | 55 a 59 | 4     |
| 4     | 50 a 54 | 8     |
| 0     | 45 a 49 | 0     |
| 4     | 40 a 44 | 0     |
| 4     | 35 a 39 | 4     |
| 8     | 30 a 34 | 0     |
| 4     | 25 a 29 | 8     |
| 8     | 20 a 24 | 8     |
| 0     | 15 a 19 | 4     |
| 4     | 10 a 14 | 4     |
| 4     | 5 a 9   | 8     |
| 4     | 0 a 4   | 16    |

## Economia
El 2007 la població en edat de treballar era de 88 persones, 59 eren actives i 29 eren inactives. De les 59 persones actives 50 estaven ocupades (34 homes i 16 dones) i 9 estaven aturades (2 homes i 7 dones). De les 29 persones inactives 12 estaven jubilades, 3 estaven estudiant i 14 estaven classificades com a «altres inactius».

### Ingressos
El 2009 a Proix hi havia 57 unitats fiscals que integraven 147 persones, la mediana anual d'ingressos fiscals per persona era de 12.035 €.

### Activitats econòmiques
L'únic establiment que hi havia el 2007 era d'una empresa de transport.
L'any 2000 a Proix hi havia 5 explotacions agrícoles que ocupaven un total de 380 hectàrees.

## Poblacions més properes
El següent diagrama mostra les poblacions més properes.